# UCI Europe Tour de 2007-2008
A UCI Europa Tour 2007-2008 foi a quarta edição da UCI Europa Tour, um dos cinco circuitos continentais de ciclismo da União Ciclista Internacional. Estava formada por mais de 300 provas, organizadas de 21 de outubro de 2007 ao 16 de outubro de 2008 na Europa.

## Evolução do calendário

### Outubro de 2007
| Data | Carreira                            | País   | Cat. | Vencedor         | Equipa              |
| ---- | ----------------------------------- | ------ | ---- | ---------------- | ------------------- |
| 21   | Crono das Nações-As Herbiers-Vendée | França | 1.1  | László Bodrogi   | Crédit agricole     |
| 27   | Florencia-Pistoia                   | Itália | 1.1  | Borís Shpilevski | Kio Ene-Tonazzi-DMT |

### Fevereiro
| Data    | Carreira                                  | País     | Cat. | Vencedor              | Equipa                |
| ------- | ----------------------------------------- | -------- | ---- | --------------------- | --------------------- |
| 3.      | Grande Prêmio de Abertura La Marseillaise | França   | 1.1  | Hervé Duclos-Lassalle | Cofidis               |
| 6.-10.  | Étoile de Bessèges                        | França   | 2.1  | Yuri Trofímov         | Bouygues Telecom      |
| 9.      | Grande Prêmio Costa dos Etruscos          | Itália   | 1.1  | Gabriele Balducci     | Acqua & Sapone        |
| 10.     | Troféu Maiorca                            | Espanha  | 1.1  | Philippe Gilbert      | La Française des jeux |
| 11.     | Troféu Cala Mejor-Cala Buena              | Espanha  | 1.1  | Graeme Brown          | Rabobank              |
| 11.-13. | Giro da Província de Reggio de Calabria   | Itália   | 2.1  | Daniele Pietropolli   | L.P.R. Brakes         |
| 12.     | Troféu Pollença                           | Espanha  | 1.1  | José Joaquín Rojas    | Caisse de Épargne     |
| 13.     | Troféu Soller                             | Espanha  | 1.1  | Philippe Gilbert      | La Française des jeux |
| 13.-17. | Tour do Mediterrâneo                      | França   | 2.1  | Aleksandr Bocharov    | Crédit agricole       |
| 14.     | Troféu Calvià                             | Espanha  | 1.1  | Gert Steegmans        | Quick Step-Innergetic |
| 15.-17. | Giro da Província de Grosseto             | Itália   | 2.1  | Filippo Pozzato       | Liquigas              |
| 17.-21. | Volta em Andaluzia                        | Espanha  | 2.1  | Pablo Lastras         | Caisse de Épargne     |
| 20.-24. | Volta ao Algarve                          | Portugal | 2.1  | Stijn Devolder        | Quick Step-Innergetic |
| 23.     | Troféu Laigueglia                         | Itália   | 1.1  | Luca Paolini          | Acqua & Sapone        |
| 23.     | Coppa San Geo                             | Itália   | 1.2  | Michele Merlo         | Velo Clube Mantovani  |
| 23.     | Classic Sud Ardèche                       | França   | 1.2  | Gatis Smukulis        | VC La Pomme Marseille |
| 24.     | Tour de Haut-Var                          | França   | 1.1  | Davide Rebellin       | Gerolsteiner          |
| 26.-1.  | Volta à Comunidade Valenciana             | Espanha  | 2.1  | Rubén Plaza           | Benfica               |
| 29.-2.  | Três Dias de Vaucluse                     | França   | 2.2  | Nicolas Vogondy       | Agritubel             |

### Março
| Data    | Carreira                                       | País          | Cat.   | Vencedor           | Equipa                 |
| ------- | ---------------------------------------------- | ------------- | ------ | ------------------ | ---------------------- |
| 1.      | Beverbeek Classic                              | Bélgica       | 1.2    | Johan Coenen       | Topsport Vlaanderen    |
| 1.      | Omloop Het Volk                                | Bélgica       | 1.hc   | Philippe Gilbert   | La Française des jeux  |
| 2.      | Clássica de Almería                            | Espanha       | 1.1    | Juan José Haedo    | Team CSC               |
| 2.      | Kuurne-Bruxelas-Kuurne                         | Bélgica       | 1.1    | Steven de Jongh    | Quick Step-Innergetic  |
| 2.      | Grande Prêmio de Lugano                        | Suíça         | 1.1    | Rinaldo Nocentini  | AG2R La Mondiale       |
| 2.      | Troféu Zssdi                                   | Itália        | 1.2    | Manuele Boaro      | Zalf Désirée Fior      |
| 4.-8.   | Volta Ciclista a Múrcia                        | Espanha       | 2.1    | Alejandro Valverde | Caisse d'Épargne       |
| 5.      | Le Samyn                                       | Bélgica       | 1.1    | Philippe Gilbert   | La Française des jeux  |
| 7.-9.   | Através de Flandres Ocidental                  | Bélgica       | 2.1    | Bobbie Traksel     | P3 Transfer-Batavus    |
| 8.      | Monte Paschi Eroica                            | Itália        | 1.1    | Fabian Cancellara  | Team CSC               |
| 8.      | Flecha Flamenga                                | Bélgica       | 1.2    | Bram Schmitz       | Van Vliet-EBH Elshof   |
| 9.      | Poreč Trophy                                   | Croácia       | 1.2    | Aldo Ino Ilešič    | Sava                   |
| 9.      | Troféu Franco Balestra                         | Itália        | 1.2    | Wojciech Dybel     | MGK Vis Norda          |
| 9.      | Grande Prêmio de Lillers-Souvenir Bruno Comini | França        | 1.2    | Dominic Klemme     | 3C Gruppe              |
| 12.-18. | Tirreno-Adriático                              | Itália        | 2.hc   | Fabian Cancellara  | Team CSC               |
| 13.-16. | Volta ao Distrito de Santarém                  | Portugal      | 2.1    | Maurizio Biondo    | Ceramica Flaminia      |
| 13.-16. | Istrian Spring Trophy                          | Croácia       | 2.2    | Eddy Ratti         | Nippo-Endeka           |
| 16.     | Giro do Mendrisiotto                           | Suíça         | 1.2    | Eddy Serri         | Miche-Silvercross      |
| 16.     | Paris-Troyes                                   | França        | 1.2    | Jean-Luc Delpech   | Bretagne-Armor Lux     |
| 16.     | Omloop van het Waasland                        | Bélgica       | 1.2    | Niko Eeckhout      | Topsport Vlaanderen    |
| 19.     | Nokere Koerse                                  | Bélgica       | 1.1    | Wouter Weylandt    | Quick Step-Innergetic  |
| 20.-23. | The Paths of King Nikola                       | Montenegro    | 2.2    | Mitja Mahorič      | Perutnina Ptuj         |
| 21.     | Clássica de Loire-Atlantique                   | França        | 1.2    | Mikel Gaztañaga    | Agritubel              |
| 23.     | Ronde van het Groene Hart                      | Países Baixos | 1.1    | Tomas Vaitkus      | Team Astana            |
| 23.     | Grande Prêmio Cholet-Pays de Loire             | França        | 1.1    | Janek Tombak       | Mitsubishi-Jartazi     |
| 23.     | Grande Prêmio San Giuseppe                     | Itália        | 1.2    | Damian Walczak     | MG Kvis Norda Pacific  |
| 23.     | La Roue Tourangelle                            | França        | 1.2    | Vitaliy Kondrut    | ISD-Sport Donetsk      |
| 24.     | Giro do Belvedere                              | Itália        | 1.2U   | Davide Malacarne   | Lucchini Nuova Comauto |
| 24.-28. | Volta a Castela e Leão                         | Espanha       | 2.1    | Alberto Contador   | Team Astana            |
| 24.-30. | Volta à Normandia                              | França        | 2.2    | Antoine Dalibard   | Bretagne-Armor Lux     |
| 25.     | Grande Prêmio Palio do Recioto                 | Itália        | 1.2U   | Gianluca Brambilla | Zalf Désirée Fior      |
| 25.-29. | Settimana Coppi e Bartali                      | Itália        | 2.1    | Cadel Evans        | Silence-Lotto          |
| 26.     | Através de Flandres                            | Bélgica       | 1.1    | Sylvain Chavanel   | Cofidis                |
| 28.-30. | Grande Prémio de Portugal                      | Portugal      | 2.ncup | Vitor Rodrigues    | Portugal A             |
| 29.     | E3 Harelbeke                                   | Bélgica       | 1.hc   | Kurt Asle Arvesen  | Team CSC               |
| 29.-30. | Critérium Internacional                        | França        | 2.hc   | Jens Voigt         | Team CSC               |
| 30.     | Flecha Brabanzona                              | Bélgica       | 1.1    | Sylvain Chavanel   | Cofidis                |
| 30.     | Grande Prêmio de Llodio                        | Espanha       | 1.1    | Héctor Guerra      | Liberty Seguros        |

### Abril
| Data    | Carreira                                  | País                 | Cat.   | Vencedor             | Equipa                                       |
| ------- | ----------------------------------------- | -------------------- | ------ | -------------------- | -------------------------------------------- |
| 1.-3.   | Três Dias de Bruges–De Panne              | Bélgica              | 2.hc   | Joost Posthuma       | Rabobank                                     |
| 1.-6.   | Setmana Ciclista Lombarda                 | Itália               | 2.1    | Danilo Di Luca       | L.P.R. Brakes                                |
| 2.-6.   | Cinturón a Maiorca                        | Espanha              | 2.2    | Dirk Müller          | Team Sparkasse                               |
| 4.      | Route Adélie de Vitré                     | França               | 1.1    | Kevyn Ista           | Agritubel                                    |
| 4.-5.   | Boucle de l'Artois                        | França               | 2.2    | Timofei Kritski      | Team Katyusha                                |
| 4.-6.   | Triptyque des Monts et Châteaux           | Bélgica              | 2.2    | Thomas De Gendt      | Davo                                         |
| 5.      | Hel van het Mergelland                    | Países Baixos        | 1.1    | Tony Martin          | Team High Road                               |
| 5.      | Grande Prêmio Miguel Indurain             | Espanha              | 1.hc   | Fabian Wegmann       | Gerolsteiner                                 |
| 6.      | Grande Prêmio da Villa de Rennes          | França               | 1.1    | Mikhailo Khalilov    | Ceramica Flaminia-Bossini Doze               |
| 6.      | Troféu Banca Popular de Vicenza           | Itália               | 1.2U   | Roman Maximov        | Friuli                                       |
| 8.-11.  | Circuito de la Sarthe                     | França               | 2.1    | Thomas Voeckler      | Bouygues Telecom                             |
| 9.-13.  | Volta ao Alentejo                         | Portugal             | 2.1    | Héctor Guerra        | Liberty Seguros Continental                  |
| 10.     | Grande Prêmio Pino Cerami                 | Bélgica              | 1.1    | Patrick Calcagni     | Barloworld                                   |
| 11.-13. | Circuito das Ardenas                      | França               | 2.2    | Jan Bakelants        | Beveren 2000-Quick Step                      |
| 12.     | Tour de Drenthe                           | Países Baixos        | 1.1    | Coen Vermeltfoort    | Rabobank Continental                         |
| 12.     | Tour de Flandres sub-23                   | Bélgica              | 1.ncup | Gatis Smukulis       | Letónia                                      |
| 13.     | Klasika Primavera                         | Espanha              | 1.1    | Damiano Cunego       | Lampre-Fondital                              |
| 13.-20. | Volta à Turquia                           | Turquia              | 2.1    | David García Dapena  | Karpin Galiza                                |
| 15.     | Paris-Camembert                           | França               | 1.1    | Alejandro Valverde   | Caisse d'Épargne                             |
| 16.     | Scheldeprijs                              | Bélgica              | 1.hc   | Mark Cavendish       | Team High Road                               |
| 16.     | Côte picarde                              | França               | 1.ncup | Kristjan Koren       | Eslovénia                                    |
| 16.-20. | Tour de Loir-et-Cher                      | França               | 2.2    | Christofer Stevenson | Team GLS                                     |
| 17.     | Grande Prêmio de Denain                   | França               | 1.1    | Edvald Boasson Hagen | Team High Road                               |
| 17.-20. | Rhône-Alpes Isère Tour                    | França               | 2.2    | Jérémie Dérangère    | SCO Dijon                                    |
| 19.     | Tour de Finistère                         | França               | 1.1    | David Le Lay         | Bretagne-Armor Lux                           |
| 19.     | Liège-Bastogne-Liège sub-23               | Bélgica              | 1.2U   | Jan Bakelants        | Beveren 2000-Quick Step                      |
| 19.     | ZLM Tour                                  | Países Baixos        | 1.ncup | Jacopo Guarnieri     | Itália                                       |
| 19.-23. | Grande Prêmio de Sochi                    | Rússia               | 2.2    | Dirk Müller          | Team Sparkasse                               |
| 20.     | Tro Bro Leon                              | França               | 1.1    | Frédéric Guesdon     | La Française des jeux                        |
| 20.     | Giro d'Oro                                | Itália               | 1.1    | Gabriele Bosisio     | L.P.R. Brakes                                |
| 20.     | Tour de Düren                             | Alemanha             | 1.2    | Bram Schmitz         | Van Vliet-EBH Elshof                         |
| 20.     | Belgrado-Banja Luka I                     | Sérvia               | 1.2    | Aldo Ino Ilešič      | Sava                                         |
| 21.     | Belgrado-Banja Luka II                    | Bósnia e Herzegovina | 1.2    | Matej Stare          | Perutnina Ptuj                               |
| 22.-25. | Giro do Trentino                          | Itália               | 2.1    | Vincenzo Nibali      | Liquigas                                     |
| 23.     | Flecha Valona                             | Bélgica              | 1.hc   | Kim Kirchen          | Team High Road                               |
| 23.-27. | Volta a Extremadura                       | Espanha              | 2.2    | Daniel Lloyd         | An Post-M Donnelly-Grant Thornton-Sean Kelly |
| 25.     | Grande Prêmio della Liberazione           | Itália               | 1.2U   | Andrea Grendene      | Filmop Bottoli Ramonda Parolin               |
| 25.-27. | Volta à La Rioja                          | Espanha              | 2.1    | Manuel Calvente      | Contentpolis-Murcia                          |
| 25.-1.  | Tour de Bretanha                          | França               | 2.2    | Benoît Poilvet       | Bretagne-Armor Lux                           |
| 26.-1.  | Giro delle Regioni                        | Itália               | 2.ncup | Vitali Buts          | Equip nacional de Ucrânia                    |
| 27.     | Volta a Holanda Setentrional              | Países Baixos        | 1.1    | Robert Wagner        | Skil-Shimano                                 |
| 27.     | Paris-Mantes-en-Yvelines                  | França               | 1.2    | Florian Morizot      | Auber 93                                     |
| 27.     | East Midlands International Cicle Classic | Reino Unido          | 1.2    | Ciaran Power         | Pezula Racing                                |
| 30.-4.  | Flecha do Sul                             | Luxemburgo           | 2.2    | Marcel Wyss          | Atlas Romer's Hausbäckerei                   |

### Maio
| Data    | Carreira                                       | País          | Cat. | Vencedor               | Equipa                                       |
| ------- | ---------------------------------------------- | ------------- | ---- | ---------------------- | -------------------------------------------- |
| 1.      | Subida ao Naranco                              | Espanha       | 1.1  | Xavier Tondo           | LA-MSS                                       |
| 1.      | Memorial Andrzej Trochanowski                  | Polónia       | 1.2  | Tomasz Kiendyś         | CCC Polsat-Polkowice                         |
| 1.      | Grande Prêmio Copenhagen Classic               | Dinamarca     | 1.2  | Allan Johansen         | Team CSC                                     |
| 1.      | Grande Prêmio do 1 de Maio                     | Bélgica       | 1.2  | Bobbie Traksel         | P3 Transfer-Batavus                          |
| 1.      | Grande Prêmio de Frankfurt                     | Alemanha      | 1.hc | Karsten Kroon          | Team CSC                                     |
| 1.      | Grande Prêmio de Frankfurt sub-23              | Alemanha      | 1.2U | Stefan Denifl          | Áustria                                      |
| 1.-3.   | Volta da Ascension                             | Espanha       | 2.2  | Pablo de Pedro         | Supermercados Froiz                          |
| 2.      | Grande Prêmio de Moscovo                       | Rússia        | 1.2  | Ouļegs Meļehs          | Dynatek-Latvia                               |
| 3.      | Grande Prêmio Indústria e Artigianato-Larciano | Itália        | 1.1  | Eddy Ratti             | Nippo-Endeka                                 |
| 3.      | Majowy Wyścig Klasyczny-Lublin                 | Polónia       | 1.2  | Mateusz Mróz           | CCC Sprandi Polkowice                        |
| 3.      | Tour de Overijssel                             | Países Baixos | 1.2  | Robin Chaigneau        | Asito-Löwik                                  |
| 3.      | Memorial Oleg Dyachenko                        | Rússia        | 1.2  | Timoféi Kritski        | Team Katyusha                                |
| 3.      | Grande Prêmio Bourgas                          | Bulgária      | 1.2  | Pavel Shumanov         | Hemus 1896                                   |
| 3.-7.   | Volta às Astúrias                              | Espanha       | 2.1  | Ángel Vicioso          | LA-MSS                                       |
| 4.      | Troféu dos Escaladores                         | França        | 1.1  | David Le Lay           | Bretagne-Armor Lux                           |
| 4.      | Giro de Toscana                                | Itália        | 1.1  | Mattia Gavazzi         | Preti Mangimi                                |
| 4.      | Circuito do Porto-Troféu Arvedi                | Itália        | 1.2  | Michele Nodari         | Itália                                       |
| 4.      | Tour de Berna                                  | Suíça         | 1.2U | Jarosław Marycz        | fidibc.com                                   |
| 6.-11.  | Quatro Dias de Dunquerque                      | França        | 2.hc | Stéphane Augé          | Cofidis                                      |
| 7.-11.  | Cinco Anéis de Moscovo                         | Rússia        | 2.2  | Denís Galimzianov      | Team Katyusha                                |
| 7.-11.  | Giro do Friuli Venezia Giulia                  | Itália        | 2.2  | Hrvoje Miholjević      | Loborika                                     |
| 8.-11.  | Szlakiem Grodów Piastowskich                   | Polónia       | 2.1  | Bartosz Huzarski       | Polónia                                      |
| 8.-11.  | Tour de Chalkidiki                             | Grécia        | 2.2  | Daniel Petrov          | Cycling Clube Bourgas                        |
| 9.-11.  | Tour de Haut Anjou                             | França        | 2.2U | Dennis van Winden      | Rabobank Continental                         |
| 9.-12.  | Tour de Berlim                                 | Alemanha      | 2.2U | Travis Meyer           | Southaustralia.com-AIS                       |
| 10.     | Scandinavian Race                              | Suécia        | 1.2  | Morten Høberg          | Løgstør-Cycling for Health                   |
| 10.-11. | Clássica de Alcobendas                         | Espanha       | 2.1  | Ezequiel Mosquera      | Karpin Galiza                                |
| 11.     | Grande Prêmio Indústrias do Mármore            | Itália        | 1.2  | Simone Stortoni        | Neri Lucchini Nuova Comauto                  |
| 11.     | Omloop der Kempen                              | Países Baixos | 1.2  | Job Vissers            | Dommelstreek                                 |
| 12.     | Neuseen Classics                               | Alemanha      | 1.1  | Steffen Radochla       | Elk Haus-Simplon                             |
| 13.     | Mayor Cup                                      | Rússia        | 1.2  | Timoféi Kritski        | Team Katyusha                                |
| 14.     | Batavus Prorace                                | Países Baixos | 1.1  | Gert Steegmans         | Quick Step-Innergetic                        |
| 15.-18. | Grande Prêmio Paredes Rota dos Móveis          | Portugal      | 2.1  | Pedro Cardoso          | LA-MSS                                       |
| 16.-18. | Tour de Picardia                               | França        | 2.1  | Sébastien Chavanel     | La Française des jeux                        |
| 17.     | Clássica Belgrad-Čačak                         | Sérvia        | 1.2  | Mitja Mahorič          | Perutnina Ptuj                               |
| 17.-25. | Olympia's Tour                                 | Países Baixos | 2.2  | Lars Boom              | Rabobank Continental                         |
| 18.     | Grande Prêmio Jasnej Góry                      | Polónia       | 1.2  | Tomasz Kiendyś         | CCC Polsat-Polkowice                         |
| 18.     | Coppa Caivano                                  | Itália        | 1.2  | Samuele Marzoli        | NGC-Pagnoncelli-Perrel                       |
| 18.     | Raiffeisen Grand Prix                          | Áustria       | 1.2  | Matej Stare            | Perutnina Ptuj                               |
| 18.-25. | FBD Insurance RÁS                              | Irlanda       | 2.2  | Stephen Gallagher      | An Post-M Donnelly-Grant Thornton-Sean Kelly |
| 21.-25. | Circuito de Lorena                             | França        | 2.1  | Steve Chainel          | Auber 93                                     |
| 22.-25. | Ronda do Isard                                 | França        | 2.2U | Guillaume Bonnafond    | Chambery C.F.                                |
| 23.     | Tallinn-Tartu GP                               | Estónia       | 1.1  | Mart Ojavee            | Rietumu Bank-Riga                            |
| 23.     | Grande Prêmio Hydraulika Mikolasek             | Eslováquia    | 1.2  | Péter Kusztor          | P-Nívó Betonexpressz 2000                    |
| 24.     | SEB Tartu GP                                   | Estónia       | 1.1  | Aleksejs Saramotins    | Rietumu Bank-Riga                            |
| 24.     | Grande Prêmio Kooperativa                      | Eslováquia    | 1.2  | Esad Hasanović         | Sérvia                                       |
| 25.     | Velika Nagrada Ptuja                           | Eslovênia     | 1.2  | Gregor Gazvoda         | Perutnina Ptuj                               |
| 25.     | Grande Prêmio Palma                            | Eslováquia    | 1.2  | Christoph Meschenmoser | Ista                                         |
| 27.-1.  | Volta a Navarra                                | Espanha       | 2.2  | Diego Tamayo           | Azpiro Ugarte                                |
| 28.-1.  | Volta à Bélgica                                | Bélgica       | 2.1  | Stijn Devolder         | Quick Step-Innergetic                        |
| 28.-1.  | Volta à Baviera                                | Alemanha      | 2.hc | Christian Knees        | Team Milram                                  |
| 29.-1.  | Tour de Gironde                                | França        | 2.2  | Julien Guay            | Vendée U                                     |
| 31.     | Grande Prêmio de Plumelec-Morbihan             | França        | 1.1  | Thomas Voeckler        | Bouygues Telecom                             |
| 31.     | Grande Prêmio Kranj                            | Eslovênia     | 1.1  | Grega Bole             | Adria Mobil                                  |

### Junho
| Data    | Carreira                                     | País          | Cat. | Vencedor           | Equipa                             |
| ------- | -------------------------------------------- | ------------- | ---- | ------------------ | ---------------------------------- |
| 1.      | Boucles de l'Aulne                           | França        | 1.1  | Romain Feillu      | Agritubel                          |
| 1.      | Coppa della Pace                             | Itália        | 1.2  | Ben Swift          | Regne Unit                         |
| 1.      | Paris-Roubaix sub-23                         | França        | 1.2U | Coen Vermeltfoort  | Rabobank Continental               |
| 1.      | Riga GP                                      | Letônia       | 1.2  | Normunds Lasis     | Dynatek-Latvia                     |
| 1.      | Rogaland Grand Prix                          | Noruega       | 1.2  | Michael Tronborg   | Designa Køkken                     |
| 2.      | Troféu Alcide Degasperi                      | Itália        | 1.2  | Jarosław Marycz    | Fdbc                               |
| 2.-7.   | Volta a Lérida                               | Espanha       | 2.2  | Lars Boom          | Rabobank Continental               |
| 3.-8.   | Bałtyk-Karkonosze Tour                       | Polónia       | 2.2  | Radosław Romanik   | DHL-Author                         |
| 4.-8.   | Ringerike Grand Prix                         | Noruega       | 2.2  | Fredrik Ericsson   | Cykelcity.se                       |
| 4.-8.   | Tour de Luxemburgo                           | Luxemburgo    | 2.hc | Joost Posthuma     | Rabobank                           |
| 6.-8.   | Euskal Bizikleta                             | Espanha       | 2.hc | Eros Capecchi      | Saunier Duval-Scott                |
| 7.      | Memorial Marco Pantani                       | Itália        | 1.1  | Enrico Rossi       | NGC Medical-OTC Indústria Porte    |
| 7.      | Grande Prêmio de Schwarzwald                 | Alemanha      | 1.1  | Mathias Frank      | Gerolsteiner                       |
| 7.-14.  | Volta à Romênia                              | Roménia       | 2.2  | Rida Cador         | P-Nívó Betonexpressz 2000 Corratec |
| 8.      | Coppa Colli Briantei Internazionale          | Itália        | 1.2  | Leigh Howard       | Austrália                          |
| 8.      | Memorial Philippe Van Coningsloo             | Bélgica       | 1.2  | Stijn Joseph       | Beveren 2000-Quick Step            |
| 8.      | Troféu Cidade de San Vendemiano              | Itália        | 1.2U | Simon Clarke       | Southaustralia.com-AIS             |
| 8.      | Grande Prêmio do Cantão de Argovia           | Suíça         | 1.hc | Lloyd Mondory      | AG2R La Mondiale                   |
| 10.-14. | Volta a Eslovénia                            | Eslovênia     | 2.1  | Jure Goločer       | L.P.R. Brakes                      |
| 10.-15. | Volta a Turingia                             | Alemanha      | 2.2U | Patrick Gretsch    | Thüringer Energie                  |
| 11.     | Veenendaal-Veenendaal                        | Países Baixos | 1.hc | Robert Förster     | Gerolsteiner                       |
| 11.-17. | Circuito Montanhês                           | Espanha       | 2.2  | Aleksei Sxebelin   | Cinelli-OPD                        |
| 12.-15. | Grande Prêmio CTT Correios de Portugal       | Portugal      | 2.1  | Nuno Ribeiro       | Liberty Seguros Continental        |
| 12.-15. | Ronde de l'Oise                              | França        | 2.2  | Niels Brouzes      | Auber 93                           |
| 13.-15. | Delta Tour Zeeland                           | Países Baixos | 2.1  | Christopher Sutton | Slipstream-Chipotle                |
| 16.-22. | Volta à Sérvia                               | Sérvia        | 2.2  | Matija Kvasina     | Perutnina Ptuj                     |
| 17.-21. | Ster Elektrotoer                             | Países Baixos | 2.1  | Enrico Gasparotto  | Barloworld                         |
| 19.-22. | Rutal del Sur                                | França        | 2.1  | Daniel Martin      | Slipstream-Chipotle                |
| 19.-22. | Boucles de la Mayenne                        | França        | 2.2  | Freddy Bichot      | Agritubel                          |
| 20.     | Abergavenny Criterium International          | Reino Unido   | 1.2  | Russell Downing    | Pinarello RT                       |
| 20.-22. | Mainfranken-Tour                             | Alemanha      | 2.2U | Mikhailo Kononenko | Ucrânia                            |
| 22.     | Grand Prix of Wales                          | Reino Unido   | 1.2  | Russell Downing    | Pinarello RT                       |
| 22.     | Grande Premi Nordjylland                     | Dinamarca     | 1.2  | Daniel Foder       | Løgstør                            |
| 25.     | Ache-Ingooigem                               | Bélgica       | 1.1  | Gert Steegmans     | Quick Step-Innergetic              |
| 25.     | Internationale Wielertrofee Jong Maar Moedig | Bélgica       | 1.2  | Stijn Neirynck     | Beveren 2000                       |

### Julho
| Data    | Carreira                                           | País       | Cat. | Vencedor                        | Equipa                             |
| ------- | -------------------------------------------------- | ---------- | ---- | ------------------------------- | ---------------------------------- |
| 1.      | Troféu Cidade de Brescia                           | Itália     | 1.2  | Giuseppe De Maria               | Brunero Camel                      |
| 2.-6.   | Carreira da Solidariedade e dos Campeões Olímpicos | Polónia    | 2.1  | Łukasz Bodnar                   | DHL-Author                         |
| 3.      | Campeonato da Europa - contrarrelógio sub-23       | Itália     | CC   | Adriano Malori                  | Itália                             |
| 5.      | Tour de Jura                                       | Suíça      | 1.2  | Massimiliano Maisto             | NGC Medical-OTC Industria Llevo    |
| 5.      | Campeonato da Europa - carreira em estrada sub-23  | Itália     | CC   | Cyril Gautier                   | França                             |
| 6.      | Tour de Doubs                                      | França     | 1.1  | Anthony Geslin                  | Bouygues Telecom                   |
| 6.      | Giro delle Valli Aretine                           | Itália     | 1.2  | Enrico Zen                      | Filmop Ramonda Parolin Bottoli     |
| 6.      | De Drie Zustersteden                               | Bélgica    | 1.2  | Nicky Cocquyt                   | Rock Werchter-Chocolade Jacques    |
| 6.-13.  | Volta à Áustria                                    | Áustria    | 2.hc | Thomas Rohregger                | Elk Haus-Simplon                   |
| 9.-13.  | Troféu Joaquim Agostinho                           | Portugal   | 2.2  | Tiago Machado                   | Madeinox-Boavista                  |
| 10.-12. | Grande Prêmio Ciclista de Gemenc                   | Hungria    | 2.2  | Davide Torosantucci             | Katay                              |
| 12.     | Cronoscalata Gardone V.T.                          | Itália     | 1.2  | Robert Vrečer                   | Radenska KD Financial Point        |
| 13.     | Pomorski Klasyk                                    | Polónia    | 1.2  | Dariusz Baranowski              | DHL-Author                         |
| 13.     | Giro do Medeio Brenta                              | Itália     | 1.2  | Robert Vrečer                   | Radenska KD Financial Point        |
| 18.-20. | Volta à Comunidade de Madri                        | Espanha    | 2.1  | Oleg Chuzhda                    | Contentpolis-Murcia                |
| 19.     | Grande Prêmio Cristal Energie                      | França     | 1.2  | Dan Craven                      | Fidibc.com                         |
| 19.     | Plovdiv Cup                                        | Bulgária   | 1.2  | Aleksandar Dukic                |                                    |
| 20.     | Troféu Matteotti                                   | Itália     | 1.1  | Paolo Bettini                   | Quick Step-Innergetic              |
| 20.     | Giro do Casentino                                  | Itália     | 1.2  | Simone Ponzi Pierpaolo De Negri |                                    |
| 23.-27. | Volta à Saxónia                                    | Alemanha   | 2.1  | Bert Grabsch                    | Team Columbia                      |
| 23.-27. | Brixia Tour                                        | Itália     | 2.1  | Santo Anzà                      | Serramenti PVC Diquigiovanni       |
| 25.     | Clássica de Ordizia                                | Espanha    | 1.1  | Vladimir Karpets                | Caisse de Épargne                  |
| 26.     | Grande Prêmio Bradlo                               | Eslováquia | 1.2  | Péter Kusztor                   | P-Nívó Betonexpressz 2000 Corratec |
| 26.-28. | Kreiz Breizh Elites                                | França     | 2.2  | Blel Kadri                      | Albi Vélo Sport                    |
| 26.-30. | Tour de Valônia                                    | Bélgica    | 2.hc | Sergei Ivanov                   | Team Astana                        |
| 27.     | Grande Prêmio Inda                                 | Itália     | 1.2  | Jarosław Marycz                 | Fidibc.com                         |
| 27.     | Grande Prêmio da Villa de Pérenchies               | França     | 1.2  | Steven De Neef                  | Davitamon-Lotto-Jong Vlaanderen    |
| 29.-2.  | Dookola Mazowska                                   | Polónia    | 2.2  | Marcin Sapa                     | DHL-Author                         |
| 30.-3.  | Tour da Alsacia                                    | França     | 2.2  | Robert Bengsch                  | Alemanha                           |
| 30.-3.  | Volta à Dinamarca                                  | Dinamarca  | 2.hc | Jakob Fuglsang                  | Designa Køkken                     |
| 31.     | Circuito de Guecho                                 | Espanha    | 1.1  | Reinier Honig                   | P3 Transfer-Batavus                |

### Agosto
| Data    | Carreira                                                   | País          | Cat. | Vencedor             | Equipa                                       |
| ------- | ---------------------------------------------------------- | ------------- | ---- | -------------------- | -------------------------------------------- |
| 1.      | Grande Prêmio Indústria e Commercio Artigianato Carnaghese | Itália        | 1.1  | Francesco Ginanni    | Serramenti PVC Diquigiovanni                 |
| 1.      | Grande Premi Betonexpressz 2000                            | Hungria       | 1.2  | Péter Kusztor        | P-Nívó Betonexpressz 2000 Corratec           |
| 2.      | Grande Prêmio Nobili Rubinetterie                          | Itália        | 1.1  | Giampaolo Cheula     | Barloworld                                   |
| 2.      | Grande Prêmio P-Nívó                                       | Hungria       | 1.2  | Gergely Ivanics      | P-Nívó Betonexpressz 2000 Corratec           |
| 2.      | Scandinavian Open Road Race                                | Suécia        | 1.2  | Aleksejs Saramotins  | Rietumu Bank-Riga                            |
| 3.      | Giro dos Apeninos                                          | Itália        | 1.1  | Alessandro Bertolini | Serramenti PVC Diquigiovanni                 |
| 3.      | Polynormande                                               | França        | 1.1  | Arnaud Gérard        | La Française des jeux                        |
| 3.      | Subida a Urkiola                                           | Espanha       | 1.1  | David Arroyo         | Caisse d'Épargne                             |
| 3.      | Sparkassen Giro Bochum                                     | Alemanha      | 1.1  | Eric Baumann         | Team Sparkasse                               |
| 3.      | Giro Ciclistico do Cigno                                   | Itália        | 1.2  | Federico Vitali      | Cyber Team Oleodin                           |
| 5.      | Grande Prêmio Folignano                                    | Itália        | 1.2  | Alessandro De Marchi | Brisot Cardin Bibanese                       |
| 5.-9.   | Volta a Leão                                               | Espanha       | 2.2  | Wout Poels           | P3 Transfer-Batavus                          |
| 5.-9.   | Tour dos Pirenéus                                          | França        | 2.2  | Dan Fleeman          | An Post-M Donnelly-Grant Thornton-Sean Kelly |
| 5.-9.   | Volta a Burgos                                             | Espanha       | 2.hc | Xabier Zandio        | Caisse d'Épargne                             |
| 6.-7.   | Paris-Corrèze                                              | França        | 2.1  | Miyataka Shimizu     | Meitan Hompo-GDR                             |
| 7.      | Grande Prêmio Cidade de Camaiore                           | Itália        | 1.1  | Leonardo Bertagnolli | Liquigas                                     |
| 7.-9.   | Tour de Malopolska                                         | Polónia       | 2.2  | Marcin Sapa          | DHL-Author                                   |
| 7.-10.  | Tour de Szeklerland                                        | Roménia       | 2.2  | Martin Hebík         | AC Sparta Praga                              |
| 10.     | Troféu Internazionale Bastianelli                          | Itália        | 1.2  | Peter Kennaugh       | Reino Unido                                  |
| 10.     | Fyen Rundt                                                 | Dinamarca     | 1.2  | Lars Ulrich Sørensen | Energi Fyn                                   |
| 10.-13. | Tour de l'Ain                                              | França        | 2.1  | Linus Gerdemann      | Team Columbia                                |
| 11.     | Grande Prêmio Città di Felino                              | Itália        | 1.2  | Iegor Silin          | Rússia                                       |
| 13.-24. | Volta a Portugal                                           | Portugal      | 2.hc | David Blanco         | Palmeiras Resort-Tavira                      |
| 14.     | Puchar Ministra Obrony Narodowej                           | Polónia       | 1.2  | Bartłomiej Matysiak  | Legia                                        |
| 16.     | Memóriał Henryka Łasaka                                    | Polónia       | 1.1  | Krzysztof Jeżowski   | CCC Polsat-Polkowice                         |
| 16.     | Grande Prêmio Capodarco                                    | Itália        | 1.2  | Peter Kennaugh       | Reino Unido                                  |
| 17.     | Antwerpse Havenpijl                                        | Bélgica       | 1.2  | Jonas Aaen Jørgensen | Team GLS                                     |
| 17.     | Gara Ciclistica Montappone                                 | Itália        | 1.2  | Anton Sintsov        | Centri della Calzatura-Partizan              |
| 17.     | Copa dos Cárpatos                                          | Polónia       | 1.2  | Mariusz Witecki      | Mroz Action Uniqa                            |
| 18.     | GP Artigianato dize Castelfidardo                          | Itália        | 1.2  | Aleksei Tsatevich    | Rússia                                       |
| 19.     | Grande Prêmio da Villa de Zottegem                         | Bélgica       | 1.1  | Roy Sentjens         | Silence-Lotto                                |
| 19.     | Troféu Città Castelfidardo                                 | Itália        | 1.2  | Adriano Malori       | Filmop Parolin                               |
| 19.     | Três Vales Varesinos                                       | Itália        | 1.hc | Francesco Ginanni    | Serramenti PVC Diquigiovanni                 |
| 19.     | Grande Prêmio de Marbriers                                 | França        | 1.2  | Ben Hermans          | Davo                                         |
| 19.-22. | Tour do Limusino                                           | França        | 2.1  | Sébastien Hinault    | Crédit agricole                              |
| 20.     | Coppa Agostoni                                             | Itália        | 1.1  | Linus Gerdemann      | Team Columbia                                |
| 20.-24. | Regio Tour                                                 | Alemanha      | 2.1  | Björn Schröder       | Team Milram                                  |
| 20.-24. | Grande Prêmio Guillermo Tell                               | Suíça         | 2.2  | Timoféi Kritski      | Team Katyusha                                |
| 21.     | Coppa Bernocchi                                            | Itália        | 1.1  | Steve Cummings       | Barloworld                                   |
| 22.-24. | Szlakiem Walk Major Hubala                                 | Polónia       | 2.2  | Tomasz Kiendyś       | CCC Polsat-Polkowice                         |
| 23.     | Troféu Melinda                                             | Itália        | 1.1  | Leonardo Bertagnolli | Liquigas                                     |
| 24.     | Clássica dos Portos                                        | Espanha       | 1.1  | Levi Leipheimer      | Team Astana                                  |
| 26.-31. | Giro do Vale de Aosta                                      | Itália        | 2.2  | Michele Gaia         | UC Bergamasca 1902-De Nardi-Colpack          |
| 27.     | Druivenkoers Overijse                                      | Bélgica       | 1.1  | Dominic Klemme       | 3C Gruppe                                    |
| 27.-31. | Volta à Irlanda                                            | Irlanda       | 2.1  | Marco Pinotti        | Team Columbia                                |
| 31.     | Giro do Veneto                                             | Itália        | 1.hc | Francesco Ginanni    | Serramenti PVC Diquigiovanni                 |
| 31.     | Châteauroux Classic de l'Indre                             | França        | 1.1  | Anthony Ravard       | Agritubel                                    |
| 31.     | Tour de Rijke                                              | Países Baixos | 1.1  | Steven de Jongh      | Quick Step-Innergetic                        |

### Setembro
| Data    | Carreira                            | País        | Cat.   | Vencedor                          | Equipa                      |
| ------- | ----------------------------------- | ----------- | ------ | --------------------------------- | --------------------------- |
| 2.      | Schaal Sels                         | Bélgica     | 1.1    | Elia Rigotto                      | Team Milram                 |
| 3.      | Memorial Rik Van Steenbergen        | Bélgica     | 1.1    | Gert Steegmans                    | Quick Step-Innergetic       |
| 3.-7.   | Tour da Eslováquia                  | Eslováquia  | 2.2    | Kristoffer Nielsen                | Team GLS                    |
| 5.-14.  | Tour de l'Avenir                    | França      | 2.ncup | Jan Bakelants                     | Bélgica                     |
| 6.      | Coppa Placci                        | Itália      | 1.hc   | Luca Paolini                      | Acqua & Sapone              |
| 7.      | Giro da Romagna                     | Itália      | 1.1    | Enrico Gasparotto                 | Barloworld                  |
| 7.      | Grande Prêmio Jef Scherens          | Bélgica     | 1.1    | Wouter Mol                        | P3 Transfer-Batavus         |
| 7.      | Ljubljana-Zagreb                    | Eslovênia   | 1.2    | Robert Vrečer                     | Radenska KD Financial Point |
| 7.      | Troféu Salvatore Morucci            | Itália      | 1.2    | Fabio Taborre                     | Aram Bls Cantina Tollo      |
| 7.      | Memorial Davide Fardelli            | Suíça       | 1.2    | Marcel Kittel                     | Thüringer Energie           |
| 7.-14.  | Volta à Grã-Bretanha                | Reino Unido | 2.1    | Geoffroy Lequatre                 | Agritubel                   |
| 7.-14.  | Volta à Bulgária                    | Bulgária    | 2.2    | Ivailo Gabrovski                  | CC Nessebar                 |
| 10.-14. | Tour de Sochi                       | Rússia      | 2.2    | Vladimir Gusev                    | Rússia                      |
| 13.     | Brussels Cycling Classic            | Bélgica     | 1.hc   | Robbie McEwen                     | Silence-Lotto               |
| 14.     | Volta a Nuremberg                   | Alemanha    | 1.1    | André Greipel                     | Team Columbia               |
| 14.     | Chrono Champenois                   | França      | 1.2    | Adriano Malori                    | Filmop                      |
| 14.     | Grande Prêmio de Fourmies           | França      | 1.hc   | Giovanni Visconti                 | Quick Step-Innergetic       |
| 17.     | Grande Prêmio de Valônia            | Bélgica     | 1.1    | Stefano Garzelli                  | Acqua & Sapone              |
| 18.     | Tour de Vojvodina I                 | Sérvia      | 1.2    | Robert Vrečer                     | Radenska KD Financial Point |
| 19.     | Campeonato de Flandres              | Bélgica     | 1.1    | André Greipel                     | Team Columbia               |
| 19.     | Grande Prêmio do Somme              | França      | 1.1    | William Bonnet                    | Crédit agricole             |
| 20.     | Memorial Viviana Manservisi         | Itália      | 1.1    | Alessandro Petacchi               | L.P.R. Brakes               |
| 20.     | Tour de Vojvodina II                | Sérvia      | 1.2    | Gregor Gazvoda                    | Perutnina Ptuj              |
| 20.     | Lombardia Tour                      | Itália      | 1.2    | Aleksejs Saramotins               | Letònia                     |
| 20.     | Praga-Karlovy Vary-Praga            | Chéquia     | 1.2    | Eric Baumann                      | Team Sparkasse              |
| 21.     | G. P. Indústria e Comércio de Prato | Itália      | 1.1    | Mikhailo Khalilov                 | Ceramica Flaminia           |
| 21.     | Grande Prêmio de Isbergues          | França      | 1.1    | William Bonnet                    | Crédit agricole             |
| 21.     | Troféu Gianfranco Bianchin          | Itália      | 1.2    | Robert Vrečer                     | Radenska KD Financial Point |
| 21.     | Dúo Normando                        | França      | 1.2    | Martin Mortensen Michael Tronborg | Designa Køkken              |
| 21.     | Giro do Canavese                    | Itália      | 1.2U   | Simone Ponzi                      | Itália                      |
| 24.     | Circuito de Houtland                | Bélgica     | 1.1    | Martin Pedersen                   | GLS-Pakke Shop              |
| 24.-27. | Tour de Poitou-Charentes            | França      | 2.1    | Benoît Vaugrenard                 | La Française des jeux       |
| 30.     | Circuit de l'Escaut                 | Bélgica     | 1.1    | Wouter Weylandt                   | Quick Step-Innergetic       |
| 30.     | Ruota d'Oro                         | Itália      | 1.2    | Ben Gastauer                      | Fidibc.com                  |

### Outubro
| Data  | Carreira                     | País     | Cat. | Vencedor              | Equipa                              |
| ----- | ---------------------------- | -------- | ---- | --------------------- | ----------------------------------- |
| 2.-5. | Circuito franco-belga        | Bélgica  | 2.1  | Joan Antoni Flecha    | Rabobank                            |
| 3.    | Giro de Münsterland          | Alemanha | 1.1  | André Greipel         | Team Columbia                       |
| 3.-5. | Cinto de l'Empordà           | Espanha  | 2.2  | Luca Zanasca          | Centre della Calzatura-Partizan     |
| 4.    | Memorial Cimurri             | Itália   | 1.1  | Mikhailo Khalilov     | Ceramica Flaminia                   |
| 4.    | Piccolo Giro de Lombardia    | Itália   | 1.2  | Daniele Ratto         | UC Bergamasca 1902-De Nardi-Colpack |
| 5.    | Tour de Vendée               | França   | 1.1  | Koldo Fernández       | Euskaltel-Euskadi                   |
| 5.    | Giro do Lacio                | Itália   | 1.hc | Francesco Masciarelli | Acqua & Sapone                      |
| 9.    | Coppa Sabatini               | Itália   | 1.1  | Mikhailo Khalilov     | Ceramica Flaminia                   |
| 9.    | Paris-Bourges                | França   | 1.1  | Bernhard Eisel        | Team Columbia                       |
| 11.   | Giro de Emília               | Itália   | 1.hc | Danilo Di Luca        | L.P.R. Brakes                       |
| 12.   | Grande Prêmio Bruno Beghelli | Itália   | 1.1  | Alessandro Petacchi   | L.P.R. Brakes                       |
| 12.   | Paris-Tours                  | França   | 1.hc | Philippe Gilbert      | La Française des jeux               |
| 12.   | Paris-Tours sub-23           | França   | 1.2U | Tony Gallopin         | Comité de Ile de France             |
| 14.   | Prêmio Nacional de Clausura  | Bélgica  | 1.1  | Hans Dekkers          | Mitsubishi-Jartazi                  |
| 16.   | Giro do Piamonte             | Itália   | 1.hc | Daniele Bennati       | Liquigas                            |

### Provas anuladas
| Data           | Carreira                                | País          | Cat. | Causa                |
| -------------- | --------------------------------------- | ------------- | ---- | -------------------- |
| 23 fevereiro   | Neretva Kup 1                           | Croácia       | 1.2  |                      |
| 26 feb-1 março | Giro di Sardegna                        | Itália        | 2.1  |                      |
| 1 março        | Grande Prêmio Chiasso                   | Suíça         | 1.1  |                      |
| 1 março        | Neretva Kup 2                           | Croácia       | 1.2  |                      |
| 10 março       | Giro da Província de Luca               | Itália        | 1.1  |                      |
| 24 março       | Volta à Colónia                         | Alemanha      | 1.hc |                      |
| 30 março       | Grande Pulse Arquibancada Pag           | Croácia       | 1.2  |                      |
| 9-27 abril     | Tour of Civilizations                   | Turquia       | 2.2  |                      |
| 16-20 abril    | Volta a Aragão                          | Espanha       | 2.1  |                      |
| 16-20 abril    | Tour da Grécia                          | Grécia        | 2.2  |                      |
| 23-27 abril    | Volta à Baixa Saxónia                   | Alemanha      | 2.1  |                      |
| 26 abril       | Através do Brabante Valón               | Bélgica       | 1.2  |                      |
| 2 maio         | Kärnten Viper Grand Prix                | Áustria       | 1.2  |                      |
| 3 maio         | Grande Prêmio Herning                   | Dinamarca     | 1.1  |                      |
| 4 maio         | Colliers Classic                        | Dinamarca     | 1.1  |                      |
| 12 maio        | Ost-Belgique Rundfahrt                  | Bélgica       | 1.2  |                      |
| 25 maio        | Clássica Memorial Txuma                 | Espanha       | 1.2  |                      |
| 13-22 junho    | Baby Giro                               | Itália        | 2.2  |                      |
| 2 julho        | Grande Prêmio Gerrie Knetemann          | Países Baixos | 1.1  |                      |
| 5 julho        | Criterium dos Abruzzos                  | Itália        | 1.1  |                      |
| 13 julho       | Grande Prêmio de Dourges-Hénin-Beaumont | França        | 1.2  |                      |
| 12 agosto      | Giro delle Marche 1                     | Itália        | 1.1  |                      |
| 13 agosto      | Giro delle Marche 2                     | Itália        | 1.1  |                      |
| 16 agosto      | Memorial Fausto Coppi                   | Itália        | 1.1  |                      |
| 25 agosto      | Grande Prêmio de Beuvry-a-Forêt         | França        | 1.2  | Descida de categoria |
| 27 agosto      | Grande Prêmio Nobili Rubinetterie       | Itália        | 1.1  |                      |
| 9-14 setembro  | Tour de Croácia                         | Croácia       | 2.2  |                      |
| 13-14 setembro | Triptyque des Barrages                  | Bélgica       | 2.2  |                      |
| 17-21 setembro | Drei-Länder-Tour                        | Alemanha      | 2.1  |                      |

## Classificações
- Fonte: UCI Europa Tour

| #   | Ciclista                    | Equipa                       | Pts.   |
| --- | --------------------------- | ---------------------------- | ------ |
| 1.  | Enrico Gasparotto (ITA)     | Barloworld                   | 644    |
| 2.  | Stefano Garzelli (ITA)      | Acqua & Sapone               | 588,2  |
| 3.  | Mikhaylo Khalilov (UKR)     | Ceramica Flaminia            | 488    |
| 4.  | Luca Paolini (ITA)          | Acqua & Sapone               | 476,2  |
| 5.  | Danilo Di Luca (ITA)        | L.P.R. Brakes                | 454,2  |
| 6.  | Stefan van Dijk (NED)       | Mitsubishi-Jartazi           | 448    |
| 7.  | Héctor Guerra (ESP)         | Liberty Seguros Continental  | 421    |
| 8.  | Francesco Ginanni (ITA)     | Serramenti PVC Diquigiovanni | 407,4  |
| 9.  | Eddy Ratti (ITA)            | Nippo-Endeka                 | 336    |
| 10. | Bobbie Traksel (NED)        | P3 Transfer-Batavus          | 335    |
| 11. | Janek Tombak (EST)          | Mitsubishi-Jartazi           | 333    |
| 12. | Eric Baumann (GER)          | Team Sparkasse               | 332    |
| 13. | Niko Eeckhout (BEL)         | Topsport Vlaanderen          | 319    |
| 14. | Aleksejs Saramotins (LAT)   | Rietumu Bank-Riga            | 318    |
| 15. | Steve Cummings (GBR)        | Barloworld                   | 316    |
| 16. | Lars Boom (NED)             | Rabobank Continental         | 312,66 |
| 17. | Timofey Kritskiy (RUS)*     | Team Katyusha                | 312    |
| 17. | Robert Vrečer (SLO)         | Radenska KD Financial Point  | 312    |
| 19. | Christian Pfannberger (AUT) | Barloworld                   | 307    |
| 20. | Nicolas Vogondy (FRA)       | Agritubel                    | 286    |

| #   | Ciclista                     | País           | Pts.    |
| --- | ---------------------------- | -------------- | ------- |
| 1.  | Acqua & Sapone               | Itália         | 1875    |
| 2.  | Barloworld                   | Reino Unido    | 1749    |
| 3.  | L.P.R. Brakes                | Irlanda        | 1672,6  |
| 4.  | Agritubel                    | França         | 1640    |
| 5.  | Perutnina Ptuj               | Eslovênia      | 1313    |
| 6.  | Mitsubishi-Jartazi           | Estónia        | 1271    |
| 7.  | Ceramica Flaminia            | Irlanda        | 1204    |
| 8.  | Serramenti PVC Diquigiovanni | Venezuela      | 1137,6  |
| 9.  | Rabobank Continental         | Países Baixos  | 1105,92 |
| 10. | Liberty Seguros Continental  | Portugal       | 1082    |
| 11. | Topsport Vlaanderen          | Bélgica        | 1016    |
| 12. | LA-MSS                       | Portugal       | 835     |
| 13. | P3 Transfer-Batavus          | Países Baixos  | 804     |
| 14. | Garmin-Chipotle              | Estados Unidos | 769     |
| 15. | CSF Group-Navigare           | Irlanda        | 759,2   |
| 16. | CCC Polsat-Polkowice         | Polónia        | 759     |
| 17. | Contentpolis-Murcia          | Espanha        | 753     |
| 18. | Team Katyusha                | Rússia         | 751     |
| 19. | Auber 93                     | França         | 743     |
| 20. | Rietumu Bank-Riga            | Letônia        | 742     |

| #   | País          | Pts.    |
| --- | ------------- | ------- |
| 1.  | Itália        | 3842,4  |
| 2.  | Espanha       | 2423,66 |
| 3.  | Países Baixos | 2316,86 |
| 4.  | Eslovênia     | 2122    |
| 5.  | França        | 2091,2  |
| 6.  | Alemanha      | 1844,8  |
| 7.  | Polónia       | 1844,32 |
| 8.  | Bélgica       | 1804,2  |
| 9.  | Rússia        | 1723    |
| 10. | Ucrânia       | 1496    |
| 11. | Reino Unido   | 1379,2  |
| 12. | Portugal      | 1158,25 |
| 13. | Dinamarca     | 1133    |
| 14. | Áustria       | 897     |
| 15. | Bulgária      | 725     |
| 16. | Croácia       | 690     |
| 17. | Suécia        | 654     |
| 18. | Estónia       | 630     |
| 19. | Irlanda       | 591     |
| 20. | Letônia       | 573     |

| #   | País (Sub-23) | Pts.   |
| --- | ------------- | ------ |
| 1.  | Itália        | 1084   |
| 2.  | França        | 984,2  |
| 3.  | Rússia        | 948    |
| 4.  | Bélgica       | 922,52 |
| 5.  | Alemanha      | 849,66 |
| 6.  | Países Baixos | 742,2  |
| 7.  | Reino Unido   | 444    |
| 8.  | Dinamarca     | 380    |
| 9.  | Eslovênia     | 321    |
| 10. | Ucrânia       | 315    |
| 11. | Polónia       | 308    |
| 12. | Portugal      | 280    |
| 13. | Lituânia      | 227,64 |
| 14. | Irlanda       | 224    |
| 15. | Suíça         | 179,2  |
| 16. | Austrália     | 176    |
| 17. | Moldávia      | 145    |
| 18. | Croácia       | 136    |
| 19. | Noruega       | 126    |
| 20. | Sérvia        | 124    |